# Roy Mitchell
Roy Robert Mitchell (ur. 1 stycznia 1955 na Jamajce) – brytyjski lekkoatleta, który specjalizował się w skoku w dal, mistrz igrzysk Wspólnoty Narodów w 1978.
Na igrzyskach Wspólnoty Narodów reprezentował Anglię, a na pozostałych imprezach międzynarodowych Wielką Brytanię.
Odpadł w kwalifikacjach skoku w dal na igrzyskach olimpijskich w 1976 w Montrealu (zajął w nich 15. miejsce). Zajął 3. miejsce w tej konkurencji w finale Pucharu Europy w 1977 w Helsinkach.
Zwyciężył na igrzyskach Wspólnoty Narodów w 1978 w Edmonton, wyprzedzając Chrisa Commonsa z Australii i Suresha Babu z Indii. Zajął 7. miejsce na mistrzostwach Europy w 1978 w Pradze.
Mitchell był mistrzem Wielkiej Brytanii (AAA) w skoku w dal w 1876 i 1978 oraz wicemistrzem w 1979 i 1981, a w hali mistrzem w 1976. Był również mistrzem UK Championships w 1980 oraz wicemistrzem w 1977 i 1979.
Jego rekord życiowy wynosił 8,08 m (ustanowiony 27 września 1980 w Pekinie).